# Andrzej Szarmach
Andrzej Szarmach (Gdańsk, 3 d'octubre de 1950) fou un futbolista polonès de la dècada de 1970 i posteriorment entrenador.

## Trajectòria esportiva
Fou un dels membres de la selecció polonesa que visqué l'època daurada durant els anys 1970. Al costat d'homes com Grzegorz Lato a la seva dreta, Robert Gadocha a la seva esquerra i Kazimierz Deyna donant suport, Szarmach aprofità l'absència de Włodzimierz Lubański per liderar l'atac de Polònia a la Copa del Món de 1974 amb 16 gols. Lato fou el màxim golejador del campionat amb set gols i Szarmach el secundà amb cinc. Dos anys més tard guanyà la medalla d'argent als Jocs Olímpics de Mont-real, essent el millor jugador del torneig amb nou gols. També participà en els Mundials de 1978 i 1982. En total disputà 61 partits amb 32 gols marcats.
Pel que fa a clubs, destacà a Arka Gdynia, Górnik Zabrze i Stal Mielec al seu país natal, marxant el 1980 a França per jugar a l'AJ Auxerre primer i Guingamp més tard. El seu darrer club fou Clermont Foot Auvergne, on inicià la seva carrera d'entrenador, principalment a França.